# Gàlag del riu Cross
El gàlag del riu Cross (Sciurocheirus cameronensis) és una espècie de primat de la família dels galàgids.

## Descripció
El seu cap i cos fan uns 17 centímetres de llarg, i té una cua d'uns 25 centímetres.

## Distribució
Viu al nord-oest del Camerun i al sud-est de Nigèria.